# Antistaminico
Un antistaminico è un farmaco di varia natura chimica che ha l'effetto di contrastare l'azione dell'istamina, uno dei principali responsabili delle manifestazioni allergiche.

## Caratteristiche
Gli antistaminici agiscono su recettori specifici dell'istamina, inibendo la sua attività. Essi sono perciò degli antagonisti, hanno cioè un'alta affinità per il recettore, bassa affinità per l'istamina e attività intrinseca nulla.
I recettori dell'istamina sono quattro, H1, H2, H3 e H4, dei quali gli ultimi due non sono ancora ben conosciuti.
I recettori H1 si trovano soprattutto a livello della cute e dei bronchi; i recettori H2 sono localizzati, invece, a livello dello stomaco.
In base alla presenza di questi due tipi di recettori, possiamo distinguere due classi di antistaminici:
- antistaminici H1;
- antistaminici H2.

### Antistaminici H1
I primi, agendo sui recettori H1, provocano:
- rilassamento della muscolatura liscia dei bronchi con conseguente broncodilatazione;
- diminuzione della permeabilità capillare e della formazione di edema e pomfi;
- depressione del sistema nervoso centrale.

Sono utilizzati nel trattamento di varie reazioni di ipersensibilità di tipo immediato (allergie), come:
- rinite;
- dermatiti del gruppo dell'orticaria;
- congiuntivite.

L'effetto collaterale che si presenta, nella maggior parte dei casi, è la sedazione, ma possono anche presentarsi capogiri, stanchezza e offuscamento della vista.
Per quel che riguarda la farmacocinetica, questi farmaci sono ben assorbiti per via orale. Sito di biotrasformazione è il fegato; piccole quantità di farmaco immodificato vengono escrete con le urine.
Dal punto di vista dell'evoluzione chimica del farmaco, i principi attivi sono suddivisi per generazioni. La prima generazione di antistaminici, introdotta nella farmacopea ufficiale a partire dalla fine degli anni cinquanta, era caratterizzata da una bassa selettività verso i recettori H1 e da un'importante azione a livello del sistema nervoso centrale mediata dai recettori muscarinici (blocco degli effetti dell'acetilcolina). Pertanto gli antistaminici di prima generazione erano gravati da pesanti effetti sul sistema nervoso centrale (disturbi della vigilanza, sonnolenza, effetti sulla guida di veicoli) e non vengono più usati; oggi molti di essi sono addirittura diventati sedativi o anticinetosici (farmaci contro il mal di movimento). Tra le molecole di prima generazione vi sono:
- prometazina, oggi usata principalmente nella preparazione di cocktail litici
- difenidramina e clorfeniramina, oggi usate come sedativi e anticinetosici
- triprolidina
- doxilamina
- dimenidrinato, usato come anticinetosico.

Le molecole di seconda generazione sono caratterizzate da una maggiore selettività verso il recettore H1, pertanto presentano una minore frequenza e intensità di effetti collaterali a carico del sistema nervoso centrale. Queste molecole vengono attualmente usate nel trattamento sintomatico della rinite e dell'orticaria e, pur essendo meglio tollerate, necessitano in ogni caso di prudenza nell'uso perché possono ugualmente provocare sonnolenza o interferire, soprattutto se assunte con alcool etilico, con la capacità di guida di veicoli a motore.
Tra le molecole di seconda generazione vi sono:
- terfenadina e fexofenadina
- loratadina e desloratadina
- cetirizina e levocetirizina
- bilastina
- ebastina
- rupatadina.

### Antistaminici H2
I secondi sono altamente selettivi e hanno un effetto nullo o minimo sui recettori H1 o su altri tipi di recettori.
Essi bloccano l'azione dell'istamina a livello della pompa protonica, impedendo la produzione di HCl e sono quindi catalogabili tra i farmaci antiacidi cosiddetti "antisecretori".
Gli effetti indesiderati sono di poca importanza, visto la scarsa funzione dei recettori H2 in organi diversi dallo stomaco, ma anche per la scarsa penetrazione di questi farmaci attraverso la barriera emato-encefalica.
Le più importanti molecole attive come antagoniste dei recettori H2 sono:
- ranitidina
- cimetidina
- famotidina.

## Effetti collaterali
L'istamina è una sostanza endogena che influisce in modo rilevante su nervi, vasi sanguigni e altri tessuti.
Un'alterazione può indurre stati di depressione, apatia, perdita di concentrazione e riflessi, in particolare alla guida. Il consumo di alcol e sedativi intensificano tali effetti.